# 命令与征服：泰伯利亚联盟
《命令与征服：泰伯利亚联盟》（英語：Command & Conquer: Tiberium Alliances）是一款由EA Phenomic开发，美国艺电发行的即时战略类网页游戏。这款游戏在2012年3月15日开始公测，并在2012年5月24日正式投入运营。游戏需要EA的Origin账号。

## 游戏
这款网页游戏没有故事情节，玩家的任务目标是占领游戏地图的中央。
每位玩家在游戏一开始需要在世界地图中选一块区域来建立他的第一个基地。这个基地会被保护一周不被其它玩家攻击。玩家可以建设基地，以基地为中心进行作战。这款游戏有多种资源可供使用，如绿矿（Tiberium）、蓝矿（Crystal）、电力（Power）等。绿矿用于建造建筑，蓝矿用于建造步兵、坦克与空军，电力在建造建筑与军队中都需要使用。研究点数(Research Points)用于研究新的军队与建筑。
在游戏初期，玩家与Forgotten阵营作战。若玩家的基地被别的玩家所歼灭，那么他将损失资源，而且需要重新选择基地位置并修复基地。